# Талзас (приток Нижней Терси)
Талзас — река в России, протекает по Новокузнецкому району Кемеровской области.
Устье реки находится в 15 км по правому берегу реки Нижняя Терсь. Длина реки составляет 18 км.

## Данные водного реестра
По данным государственного водного реестра России относится к Верхнеобскому бассейновому округу, водохозяйственный участок реки — Томь от города Новокузнецк до города Кемерово, речной подбассейн реки — Томь. Речной бассейн реки — (Верхняя) Обь до впадения Иртыша.